# Моцаметоба
Моцаметоба, орципхоба (груз. მოწამეთობა, от моцамета — мученики) — грузинский церковный праздник памяти мучеников мтаваров (князей) Давида и Константина (VIII век), отмечается 15 октября.
Центральные мероприятия проходят в монастыре Моцамета в 3-х км от города Кутаиси, который основан царем Грузии Багратом IV в XI веке рядом с пещерой, где были погребены мученики. Особенно многолюдным праздник был в 1895 году, когда мощи мучеников были перенесены в новую бронзовую раку, изготовленную по инициативе протоиерея Давида Гамбашидзе на частные пожертвования. Рака была покрыта серебряными и золотыми пластинами с изображениями великомучеников Давида и Константина, герба правящей грузинской династии Багратиони и ризы Господней. Торжества начались 1 октября (по старому стилю) и продолжались весь следующий день. Служили временно управлявший Имеретинской епархией епископ Алавердский Виссарион, ректор Кутаисской духовной семинарии архимандрит Димитрий, инспектор школ Общества восстановления православного христианства на Кавказе архимандрит Леонид, а также другие священнослужители из Кутаиса и братия Моцаметы. 
Современная рака с мощами изготовлена в начале XXI века из орехового дерева, в серебряном окладе с позолотой. Рака установлена в главной храме на платформе, под ракой сделан невысокий проход, для того чтобы молящиеся на коленях могли пройти под ракой с мощами.